# Mela (Korsika)
Mela ist eine Gemeinde im französischen Département Corse-du-Sud auf der Mittelmeerinsel Korsika. Sie gehört zum Département Corse-du-Sud, zum Arrondissement Sartène und zum Kanton Sartenais-Valinco. Nachbargemeinden sind Altagène im Norden, Levie im Osten, Sainte-Lucie-de-Tallano im Süden, Olmiccia im Südwesten sowie Fozzano und Loreto-di-Tallano im Westen.
Der Dorfkern liegt auf 663 Metern über dem Meeresspiegel. Die Bewohner nennen sich Mélais.

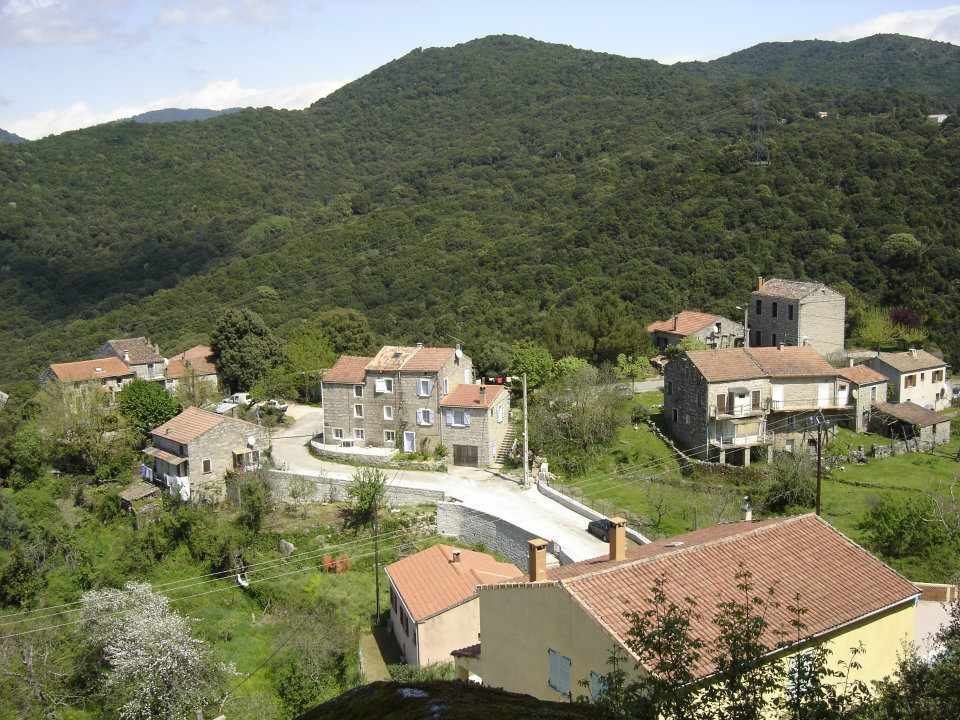
Ortsteil Foce-di-Mela

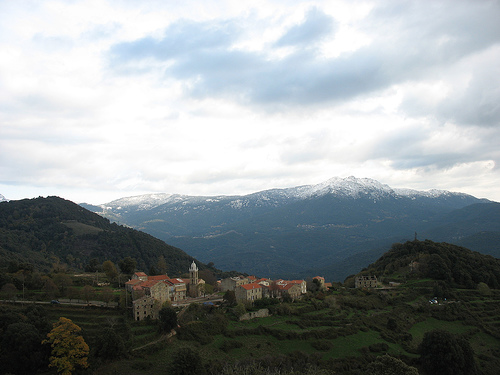
Mela mit dem 1314 m hohen Punta di a Vacca Morta

## Bevölkerungsentwicklung
| Jahr      | 1962 | 1968 | 1975 | 1982 | 1990 | 1999 | 2006 | 2012 |
| --------- | ---- | ---- | ---- | ---- | ---- | ---- | ---- | ---- |
| Einwohner | 59   | 56   | 51   | 48   | 30   | 40   | 33   | 31   |